# Canton de Digne-les-Bains-2
Le canton de Digne-les-Bains-2 est une circonscription électorale française du département des Alpes-de-Haute-Provence, créée par le décret du 24 février 2014 et entrant en vigueur lors des élections départementales de 2015.

## Histoire
Un nouveau découpage territorial des Alpes-de-Haute-Provence entre en vigueur en mars 2015, défini par le décret du 24 février 2014, en application des lois du 17 mai 2013 (loi organique 2013-402 et loi 2013-403). Les conseillers départementaux sont, à compter de ces élections, élus au scrutin majoritaire binominal mixte. Les électeurs de chaque canton élisent au Conseil départemental, nouvelle appellation du Conseil général, deux membres de sexe différent, qui se présentent en binôme de candidats. Les conseillers départementaux sont élus pour six ans au scrutin binominal majoritaire à deux tours, l'accès au second tour nécessitant 12,5 % des inscrits au premier tour. En outre la totalité des conseillers départementaux est renouvelée. Ce nouveau mode de scrutin nécessite un redécoupage des cantons dont le nombre est divisé par deux avec arrondi à l'unité impaire supérieure si ce nombre n'est pas entier impair, assorti de conditions de seuils minimaux. Dans les Alpes-de-Haute-Provence, le nombre de cantons passe ainsi de 30 à 15. Le canton de Digne-les-Bains-2 fait partie des sept nouveaux cantons du département, les huit autres cantons portant la dénomination d'un ancien canton, mais avec des limites territoriales différentes.

## Géographie
Ce canton est organisé autour de Digne-les-Bains dans l'arrondissement de Digne-les-Bains. Son altitude varie de 422 m (Malijai) à 1 298 m (Barras) pour une altitude moyenne de m.
| Nom de la commune | Alt. mini (m) | Alt. maxi (m) |
| ----------------- | ------------- | ------------- |
| Aiglun            | 507           | 900           |
| Barras            | 533           | 1 298         |
| Champtercier      | 587           | 1 140         |
| Digne-les-Bains-2 |               |               |
| Malijai           | 422           | 1 080         |
| Mallemoisson      | 476           | 663           |
| Mirabeau          | 437           | 1 053         |

## Représentation
| Période élective | Période élective | Mandat | Mandat   | Identité                 | Nuance | Nuance | Qualité |
| ---------------- | ---------------- | ------ | -------- | ------------------------ | ------ | ------ | --- |
| 2015             | 2021             | 2015   | 2021     | Patricia Granet-Brunello |        | DVG    | Allergologue Maire de Digne-les-Bains (2014-) Présidente de la Communauté de communes Asse Bléone Verdon (2014-2017) puis de la Communauté d'agglomération Provence-Alpes (2017-) |
| 2015             | 2021             | 2015   | 2021     | Serge Carel              |        | DVG    | Cadre Maire de Mirabeau (2008-2020) |
| 2021             | 2028             | 2021   | en cours | Pierre Catillon          |        | LR     | Éducateur en accueil de jour, Digne-les-Bains Président Mission Locale 04, Conseiller Départementales enfance famille PMI                                                         |
| 2021             | 2028             | 2021   | en cours | Sandra Raponi            |        | LR     | Présidente départementale de LR 6ème Vice-Présidente du conseil départemental |

### Résultats détaillés

#### Élections de mars 2015
À l'issue du premier tour des élections départementales de 2015, deux binômes sont en ballottage : Serge Carel et Patricia Granet (DVG, 26,57 %) et Nicolas Cartaut et Christèle Troude (FN, 25,64 %). Le taux de participation est de 56,13 % (4 943 votants sur 8 807 inscrits) contre 55,34 % au niveau départemental et 50,17 % au niveau national.
Au second tour, Serge Carel et Patricia Granet (DVG) sont élus avec 58,11 % des suffrages exprimés et un taux de participation de 57,67 % (2 654 voix pour 5 078 votants et 8 806 inscrits).
Patricia Granet-Brunello (DVG) et Serge Carel (DVG) sont membres du groupe LREM et apparentés.

#### Élections de juin 2021
Le premier tour des élections départementales de 2021 est marqué par un très faible taux de participation (33,26 % au niveau national). Dans le canton de Digne-les-Bains-2, ce taux de participation est de 37,22 % (3 230 votants sur 8 679 inscrits) contre 40,72 % au niveau départemental. À l'issue de ce premier tour, deux binômes sont en ballottage : Pierre Catillon et Sandra Raponi (LR, 26,08 %) et Emmanuelle Martin et Georges Pereira (DVG, 22,92 %).
Le second tour des élections est marqué une nouvelle fois par une abstention massive équivalente au premier tour. Les taux de participation sont de 34,3 % au niveau national, 42,59 % dans le département et 40,75 % dans le canton de Digne-les-Bains-2. Pierre Catillon et Sandra Raponi (LR) sont élus avec 50,08 % des suffrages exprimés (1 562 voix pour 3 537 votants et 8 680 inscrits),,.

## Composition
Le canton de Digne-les-Bains-2 est composé de six communes entières et d'une fraction de la commune de Digne-les-Bains : la partie de la commune de Digne-les-Bains non incluse dans le canton de Digne-les-Bains-1.
| Nom                                     | Code Insee | Intercommunalité                | Superficie (km2) | Population (dernière pop. légale)               | Densité (hab./km2) | Modifier                                    |
| --------------------------------------- | ---------- | ------------------------------- | ---------------- | ----------------------------------------------- | ------------------ | ------------------------------------------- |
| Digne-les-Bains (bureau centralisateur) | 04070      | CA Provence-Alpes Agglomération | 117,07           | Fraction : 6 767 (2022) Commune : 17 694 (2022) | 151                | modifier les données · modifier les données |
| Aiglun                                  | 04001      | CA Provence-Alpes Agglomération | 14,89            | 1 406 (2022)                                    | 94                 | modifier les données · modifier les données |
| Barras                                  | 04021      | CA Provence-Alpes Agglomération | 20,80            | 142 (2022)                                      | 6,8                | modifier les données · modifier les données |
| Champtercier                            | 04047      | CA Provence-Alpes Agglomération | 18,31            | 785 (2022)                                      | 43                 | modifier les données · modifier les données |
| Malijai                                 | 04108      | CA Provence-Alpes Agglomération | 26,56            | 2 019 (2022)                                    | 76                 | modifier les données · modifier les données |
| Mallemoisson                            | 04110      | CA Provence-Alpes Agglomération | 6,04             | 968 (2022)                                      | 160                | modifier les données · modifier les données |
| Mirabeau                                | 04122      | CA Provence-Alpes Agglomération | 18,22            | 508 (2022)                                      | 28                 | modifier les données · modifier les données |
| Canton de Digne-les-Bains-2             | 0405       |                                 |                  | 12 595 (2022)                                   |                    | modifier les données                        |

## Démographie
En 2022, le canton comptait 12 595 habitants, en évolution de +2,93 % par rapport à 2016 (Alpes-de-Haute-Provence : +2,84 %, France hors Mayotte : +2,11 %).
| 2013   | 2018   | 2022   |
| ------ | ------ | ------ |
| 12 148 | 12 123 | 12 595 |